# راقصة في الظلام
راقصة في الظلام (بالإنجليزية: "Dance In The Dark")‏ هو فيلم أمريكي من إنتاج هوليوود أخرجه وكتب قصته المخرج لارس فون ترير. ويُعدّ هذا الفيلم من أفلام الدراما.

## وصلات خارجية
- راقصة في الظلام على موقع IMDb (الإنجليزية)
- راقصة في الظلام على موقع ميتاكريتيك (الإنجليزية)
- راقصة في الظلام على موقع الموسوعة البريطانية (الإنجليزية)
- راقصة في الظلام على موقع روتن توميتوز (الإنجليزية)
- راقصة في الظلام على موقع نتفليكس (الإنجليزية)
- راقصة في الظلام على موقع قاعدة بيانات الأفلام العربية
- راقصة في الظلام على موقع ألو سيني (الفرنسية)
- راقصة في الظلام على موقع Turner Classic Movies (الإنجليزية)
- راقصة في الظلام على موقع أول موفي (الإنجليزية)
- راقصة في الظلام على موقع بوكس أوفيس موجو (الإنجليزية)